# Rupert Stolberg
Rupert Ferdinand Carl Thaddäus Antonius Maria Graf zu Stolberg-Stolberg  (Salzburgo, 29 de julho de 1970) é um clérigo católico romano alemão e bispo auxiliar na Arquidiocese de Munique e Freising .

## Família
Rupert Graf zu Stolberg-Stolberg vem da família nobre Stolberg. Ele é o caçula de quatro filhos do casamento de Georg Graf zu Stolberg-Stolberg (1927-2011)  e Marie-Gabrielle condessa de Stolberg-Stolberg nascido Freiin de e para Franckenstein (* 1931), que do lado da mãe vem da casa principesca de Schönburg-Hartenstein. Seu irmão Ferdinand (1964-1970) morreu em 1970 com apenas cinco anos.

## Vida
Rupert Graf zu Stolberg-Stolberg cresceu em Passau. Depois de se formar a partir da Leopoldino High School de 1990, ele trabalhou em um mexicano Indio - Missão e, em seguida, começou uma escola de medicina , mas se mudou para a teologia católica e entrou 1998, no Seminário de arcebispo de São João Batista da Arquidiocese de Munique e Freising um. Depois de se formar como teólogo graduado, trabalhou de 2001 a 2003 na paróquia bávara superior Schönberg como diácono. Em 28 de junho de 2003, ele recebeu em Freising Mariendom a ordenação e celebrado em julho de 2003, a primeira missa na Passauer Santuário Mariahilf .
Em 2003, tornou-se capelão na paróquia de São Miguel, no distrito de Munique , em Perlach am Pfanzeltplatz . De 2005 a 2011 foi arcebispo de Friedrich Cardinal Wetter (2005-2008) e Reinhard Kardinal Marx (2008-2011). De 2011 a 2012, foi chefe do Departamento de Recursos Humanos do Ordinariado do Arcebispo, atuando como Chefe de Divisão dos sacerdotes do Ministério da Pastoral da Norte e do Sul.
Desde 2011 ele é Domvikar , desde 2013 Canon . Em 1 de janeiro de 2013, o Conde Zu Stolberg sucedeu ao Bispo Auxiliar Engelbert Siebler como Bispo Vigário da região pastoral de Munique e foi nomeado para seu escritório na Câmara Cívica em 21 de janeiro .
2013 Rupert Graf tornou-se Stolberg do Cardeal Grão-Mestre Edwin Frederick Cardeal O'Brien ao Comandante da Ordem Equestre do Santo Sepulcro em Jerusalém e nomeou em 28 de setembro, 2013, em Jerusalém por Sua Beatitude Fouad Twal , o Patriarca Latino de Jerusalém e Grão Prior da Ordem, investido.
O Papa Francisco nomeou-o no dia 28 de outubro de 2016, Bispo Titular de Sassura e Bispo Auxiliar na Arquidiocese de Munique e Freising. A ordenação episcopal recebeu seu arcebispo Reinhard Marx cardeal em 10 de dezembro do mesmo ano em Liebfrauendom ; Os co- conselheiros foram Friedrich Cardinal Wetter , arcebispo emérito de Munique e Freising, e Bernhard Haßlberger , bispo auxiliar da arquidiocese de Munique e Freising. O lema de Rupert Count zu Stolberg para o seu ministério episcopal é: Spiritus virtutis, dilectionis et sobrietatis- "Espírito de força, amor e prudência" ( 2 Tim 1,7  UE ). O brasão episcopal mostra o Freisinger Mohrenkopf como um símbolo da Arquidiocese de Munique e Freising, peixe e chaves no brasão simbolizam St. Benno como padroeiro de Munique. A estrela do mar em seu brasão representa o abençoado padre Rupert Mayer , que é altamente reverenciado em Munique . Além disso, há um cervo preto em um fundo dourado, o animal heráldico da família Stolberg .
Stolberg é um dos três bispos sufragões que servem como vigários bispos na arquidiocese de uma das três regiões pastorais. Além de Rupert Graf zu Stolberg, estes são Bernhard Haßlberger para a Seelsorgsregion Nord e Wolfgang Bischof para a Seelsorgsregion Süd.

## Honras
- Vigário de Domo Honorário (2008)
- Membro honorário da Fraternidade Católica KDStV Aenania Munich em CV (2011)